# مینا مسعود
مینا مسعود (انگلیسی: Mena Massoud؛ زادهٔ ۱۷ سپتامبر ۱۹۹۱) هنرپیشه اهل کانادا است. وی در خانواده‌ای قبطی در مصر به دنیا آمد و در کانادا بزرگ شد.

## فیلم‌شناسی
| سال  | عنوان                                      | نقش           | یادداشت      |
| ---- | ------------------------------------------ | ------------- | ------------ |
| ۲۰۱۱ | What Happens Next بعد چه اتفاقی می‌افتد     | جاد           |              |
| ۲۰۱۴ | Americanistan آمریکانستان                  | محمدعلی       |              |
| ۲۰۱۵ | Let's Rap بیا رپ کنیم                      | جان           |              |
| ۲۰۱۷ | روزهای معمولی                              | اولی سانتوس   |              |
| ۲۰۱۷ | Final Exam امتحان نهایی                    | زید           |              |
| ۲۰۱۸ | Masters in Crime استادان جنایت             | مجید          |              |
| ۲۰۱۹ | علاءالدین                                  | علاءالدین     |              |
| ۲۰۱۹ | عجیب اما واقعی                             | چاز           |              |
| ۲۰۱۹ | Merging with the Infinite ادغام با بی‌نهایت | چارلی اسمیت   |              |
| ۲۰۲۰ | این شهر را هدایت کنید                      | کمال          |              |
| ۲۰۲۱ | شعر لامیا                                  | مولوی (صدا)   |              |
| ۲۰۲۲ | درمان سلطنتی                               | شاهزاده توماس | فیلم نتفلیکس |
| TBA  | علاءالدین ۲                                | علاءالدین     | پیش‌تولید     |

| سال  | عنوان            | نقش               | یادداشت      |
| ---- | ---------------- | ----------------- | ------------ |
| ۲۰۱۱ | نیکیتا           | القاعده شماره ۲   | ۱ قسمت       |
| ۲۰۱۱ | Poser            | برتن توماسون      | مکرر         |
| ۲۰۱۱ | بیمارستان رزمی   | سلمان زواب        | ۱ قسمت       |
| ۲۰۱۱ | ۹۹               | حافظ / دیو / سعد  | نقش اصلی     |
| ۲۰۱۲ | Cut to the Chase | جیسون             | مکرر         |
| ۲۰۱۲ | پادشاه           | مالک عطاسی        | ۱ قسمت       |
| ۲۰۱۵ | قلب باز          | جرد مالک          | نقش اصلی     |
| ۲۰۱۷ | نجات امید        | جاستین سرینیواسان | ۱ قسمت       |
| ۲۰۱۸ | جک رایان         | تارک کسار         | مکرر (فصل ۱) |
| ۲۰۱۹ | جبران            | ایتان هارت        | نقش اصلی     |
| ۲۰۲۱ | ۹-۱-۱: تک ستاره  | سلیم              | ۱ قسمت       |

| سال  | عنوان          | نقش          |
| ---- | -------------- | ------------ |
| ۲۰۱۶ | سگ‌های نگهبان ۲ | صداهای مختلف |